# Portugisiska Kap Verde
Portugisiska Kap Verde var en koloni i portugisiska imperiet från den ursprungliga bosättningen Kap Verdeöarna 1462 fram till Kap Verdes självständighet 1975.
Portuguiserna landsteg på öarna för första gången 1456 och blev officiellt en portugisisk koloni 1462. Innan Kap Verde bosattes av portugiserna var öarna obebodda. 
Under åren utvecklades kolonin till ett betydande handelscentrum i den ökande handeln över atlanten. Det blev även en viktig depåstation för fartyg och senare även för flygplan.
I upptakten till och under portugisiska kolonialkriget kopplade de som planerare och utkämpade den väpnade konflikten i Portugisiska Guinea ofta målet med Guinea-Bissaus frigörelse med målet om frigörelse för Kap Verde. (Till exempel 1956, Amilcar och Luís Cabral grundade Afrikanska partiet för självständighet åt Guinea och Kap Verde). Det fanns dock ingen väpnad konflikt i Kap Verde och slutlig självständighet för Kap Verde resulterades genom förhandlingar med Portugal.